# Житие одной бабы
«Житие́ одно́й ба́бы» — повесть Николая Лескова.

## Содержание
Повесть рассказывает о трагической судьбе молодой крепостной крестьянки Насти. У нее умер отец, мать отдала её в служанки помещице. Единственным кто по-настоящему любил ее, была маленькая дочь помещицы. Затем брат Насти Костик, ставший главой семьи после смерти отца, насильно выдал сестру замуж за своего богатого приятеля однодворца Прокудина, который был Насте противен.  
В этом браке она была несчастна. Однажды Настя познакомилась со Степаном, тоже несчастным в семейной жизни. Они полюбили друг друга, и Степан добился от неё физической близости, после чего Настя забеременела. Когда скрывать беременность стало уже невозможно, они бежали. Беглых беспаспортных крестьян задержали при полицейской облаве на постоялом дворе. Настя родила в тюрьме недоношенного ребёнка, который вскоре умер. Степана и Настю наказали розгами и отправили на родину по этапу под конвоем. По дороге Степан умер от тифа в тюрьме. Возвращенная в семью нелюбимого мужа, Настя сошла с ума. В конце концов, Настя в безумии зимой убежала из дома и замерзла насмерть в лесу.

## История создания и публикации
Повесть впервые опубликована в 1863 году в «Библиотеке для чтения» (№ 7 и 8) под псевдонимом М. Стебницкий. Впоследствии Лесков значительно переработал повесть (убрал всю историю отношений Насти с «маленькой барышней» Машей, анекдот о том, как колокол в церковь везли, рассказ о поездке молодых к Настиным «господам» и весь финальный очерк, игравший роль эпилога и рисовавший крестьянскую жизнь после отмены крепостного права) и дал ей новое название — «Амур в лапоточках». Известно, что писатель планировал поместить переработанный вариант во второй том «Рассказов Стебницкого» (вышел в Санкт-Петербурге в 1869 году), однако при жизни автора вторая редакция повести так и не была напечатана.

Писатель подарил рукопись П. В. Быкову, который редактировал его собрание сочинений 1889 года, а также составил «Библиографию сочинений Н. С. Лескова. За тридцать лет, 1860—1889». В 1924 году П. В. Быков публикует повесть под названием «Амур в лапоточках. Крестьянский роман. Новая неизданная редакция» (Л., 1924). В послесловии он пишет: 

«Своему „опыту крестьянского романа“ Лесков придавал немалое значение. Пересматривая это произведение и устраняя его недостатки, он стал с течением времени все больше и больше подчеркивать выводы, порою сильно волновавшие его. Собрав однажды тесный кружок литературных друзей, Николай Семёнович прочел им роман и тут же заявил о намерении переделать его коренным образом. Намерение своё Лесков осуществил. Значительно изменив роман, он предполагал выпустить его отдельным изданием, но не решился сделать этого в виду существовавших в то время (конец 80-х годов) тяжёлых цензурных условий».